# メーアー・シェアーリーム

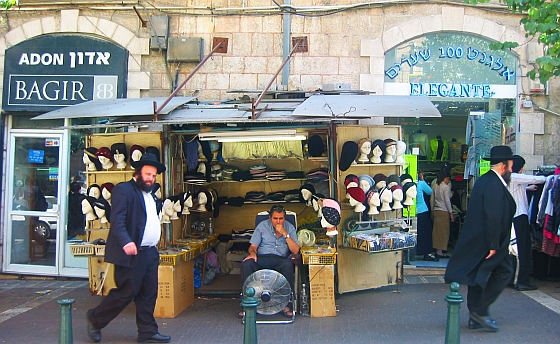
メーアー・シェアーリーム通り

メーアー・シェアーリーム（ヘブライ語: מאה שערים、Mea She'arim）は、エルサレム市の一地区。1873年～1875年に建設された古い歴史を持つ。地名は創世記26章12節から。ユダヤ教超正統派の住民の男性の多くはハシディズムの衣装を着、イディッシュ語が日常語として使われていたが、現在はヘブライ語も用いられている。
この地区に居住している住民たちは、パレスチナ人とほとんど交流していない。世俗社会との情報を遮断するためスマートフォンは持っておらず、通話とメール機能だけの携帯電話を所有している。地域の情報（イベント情報や訃報など）は壁に掲示されたポスターで知る。ユダヤ教を重視し仕事につかない人も多く、結果的に生活保護を受けていて、イスラエルの財政を圧迫しているとの批判もある。しかし生活保護世帯でも旧約聖書の教えから子だくさんが奨励され、この地域の平均出生率は6.5である。
また、テルアビブ近郊にはブネイ・ブラクというテルアビブ市とは別の自治体があり、そこの住民たちもメーアー・シェアーリームの住民たちと同様に、超正統派のユダヤ教を信仰している。こうしたことから、推計によれば2050年には人口の1/4が超正統派になると言われている。